# Atid (politická strana)
Atid (hebrejsky: עתיד; doslova „Budoucnost“) byla izraelská politická strana existující v letech 1995–1996.

## Okolnosti vzniku a ideologie strany
Strana vznikla 27. listopadu 1995 během funkčního období třináctého Knesetu zvoleného ve volbách roku 1992, když se dva poslanci Alex Goldfarb a Ester Salmovičová odtrhli od své mateřské strany Ji'ud, která sama vznikla odtržením od původní politické strany Comet. Nová frakce zůstala součástí vládní koalice vedené Šimonem Peresem. Goldfarb v ní zastával post náměstka ministra bydlení a výstavby. Strana se nezúčastnila voleb roku 1996 a zanikla.